# Regina Sterz
 Regina Sterz, geboren Regina Mader (St. Johann in Tirol, 23 maart 1985), is een Oostenrijks voormalig alpineskiester.

## Biografie
Mader maakte haar debuut in de wereldbeker op de supercombinatie in Altenmarkt-Zauchensee op 14 januari 2007. Op 1 maart 2009 behaalde ze haar eerste top 10-klassering in een wereldbekerwedstrijd: in Bansko eindigde ze negende op de Super G.
Op de Olympische Winterspelen 2010 in Vancouver eindigde Mader op een veertiende plaats in de olympische afdaling.
Op 23 juni 2012 is Regina Mader getrouwd met Patrick Sterz. Sindsdien gebruikt zij zijn achternaam.

## Resultaten

### Olympische Spelen
| Jaar | Plaats    | Resultaten   |
| ---- | --------- | ------------ |
| 2010 | Vancouver | 14e Afdaling |
| 2014 | Sotsji    | 11e Super G  |

### Wereldkampioenschappen
| Jaar | Plaats                 | Resultaten               |
| ---- | ---------------------- | ------------------------ |
| 2011 | Garmisch-Partenkirchen | 23e Afdaling             |
| 2013 | Schladming             | 17e Super G 18e Afdaling |

### Wereldbeker

#### Eindklasseringen
| Seizoen   | Algm | AD  | SG  | SC  |
| --------- | ---- | --- | --- | --- |
| 2008/2009 | 63e  | 45e | 24e | 31e |
| 2009/2010 | 68e  | 37e | 30e | -   |
| 2010/2011 | 39e  | 27e | 14e | 36e |
| 2011/2012 | 75e  | 43e | 27e | 31e |
| 2012/2013 | 33e  | 17e | 15e | -   |
| 2013/2014 | 24e  | 16e | 11e | -   |
| 2014/2015 | 61e  | 35e | 22e | -   |